# Xanbulan
Xanbulan è un comune dell'Azerbaigian situato nel distretto di Lənkəran.